# Тім Рейгель
Тім Рейгель (нід. Tim Reigel, нар. 28 жовтня 1980) — бельгійський футболіст, що грав на позиції півзахисника.
Виступав, зокрема, за клуб «Жерміналь-Беєрсхот», а також молодіжну збірну Бельгії.

## Клубна кар'єра
У дорослому футболі дебютував 2000 року виступами за команду «Ендрахт», у якій провів один сезон. 
Своєю грою за цю команду привернув увагу представників тренерського штабу клубу «Жерміналь-Беєрсхот», до складу якого приєднався 2001 року. Відіграв за команду з Антверпена наступні три сезони своєї ігрової кар'єри.
Згодом з 2004 по 2005 рік грав у складі команд «Брюссель» та «Ендрахт».
Завершив ігрову кар'єру у команді «Гамме», за яку виступав протягом 2005—2008 років.

## Виступи за збірну
У 2002 році залучався до складу молодіжної збірної Бельгії. На молодіжному рівні зіграв у 2 офіційних матчах.